# Метар изнад асфалта
Метар изнад асфалта је први студијски албум Ане Станић, издат 1998. Поред песме Молила сам анђеле са којом је дебитовала као соло певачица исте године на Медитеранском музичком фестивалу у Будви, на њему се налази и песма Сама коју је 2003. године обрадила пољска певачица Евелина Флинта (пољ. Ewelina Flinta) и објавила под називом Жалим (пољ. Żałuję).

## Списак песама
1. „Град“ – 3:41
2. „Сунчан дан“ – 3:43
3. „Дух“ – 3:53
4. „Живот је леп“ – 4:04
5. „Јави се“ – 3:41
6. „Точкови“ – 3:11
7. „Сама“ – 3:42
8. „Ни веру ни љубав“ – 3:35
9. „Призори боје прошлости“ – 4:23
10. „Задњи сјај“ – 3:14
11. „Молила сам анђеле“ (unplugged) – 2:37
12. „Град (горан гето микс)“ – 3:59 (бонус песма)
13. „Молила сам анђеле“ – 3:58 (бонус песма)